# Eastern Michigan Eagles

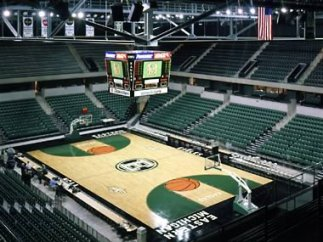
George Gervin GameAbove Center

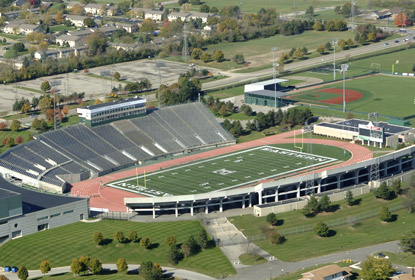
Rynearson Stadium

Eastern Michigan Eagles (español: Águilas de Michigan Oriental) es el equipo deportivo de la Universidad de Míchigan Oriental en Ypsilanti, en el estado de Míchigan. Los equipos de los Eagles participan en las competiciones universitarias de la NCAA, en la Mid-American Conference.

## El apodo
Los deportistas de la Universidad de Míchigan Oriental reciben el sobrenombre de Eagles, que fue adoptado en 1991, después de que llevaran usando el de Hurons (de la tribu india de los hurones) desde 1929, como resultado de un concurso celebrado en ese año. El Departamento de Derechos Civiles de Michigan sugirió a las universidades y al resto de entidades deportivas no usar nombres ni logos de razas étnicas para evitar una discriminación racial. En ese momento, 95 institutos y colegios del estado usaban nombres relacionados con los indios. Así que la universidad realizó de nuevo un concurso para elegir nombre y mascota, ganando el de eagles por delante de Green Hornets y Express.

## Programa deportivo
Los Eagles compiten en 21 especialidades deportivas, y a lo largo de su historia han ganado 16 títulos nacionales, aunque todos ellos perteneciendo a divisiones inferiores del deporte universitario, como la NAIA y la 2ª división de la NCAA. Su éxito más notable se produjo en 1976, cuando el equipo de béisbol quedó finalista de las World Series universitarias.

### Baloncesto
El equipo de baloncesto de los eagles han ganado en 3 ocasiones la liga regular de la Mid-American Conference, y en otras cuatro ocasiones se han clasificado para disputar la fase final de la NCAA. Un total de 10 jugadores salidos de su equipo han llegado a la NBA, destacando entre todos ellos George Gervin.

## Resultados del torneo de la NCAA
El balance total es de 3 victorias y 4 derrotas.
| Año  | Resultado        |
| ---- | ---------------- |
| 1988 | 1.ª ronda        |
| 1991 | Octavos de final |
| 1996 | 2ª ronda         |
| 1998 | 1.ª ronda        |

### Fútbol americano
El equipo de fútbol americano ha ganado un total de 10 títulos de conferencia, el último en 1987, siendo el único conseguido perteneciendo ya a la MAC. 8 de sus jugadores juegan en la actualidad en la NFL.